# Иосиф (Наниеску)
Митрополи́т Ио́сиф (рум. Mitropolitul Iosif, в миру Иоанн Наниеску, рум. Ioan Naniescu; 15 июля 1818, село Рэзэлэй, Бессарапия — 26 января 1902, Яссы) — епископ Румынской православной церкви, архиепископ Ясский и митрополит Молдавский и Сучавский.
5 октября 2017 года решением Священного Синода Румынской православной церкви был канонизирован в лике святителя.

## Биография
Родился 15 июля 1818 года в селе Рэзэлэй, расположенного близ города Бельцы, Бессарабия, в семье священника Анании Наниеску и его жены Феодосии. Однако когда будущему митрополиту был всего год его отец скончался, после чего он воспитывался матерью до 10 лет, после чего был отдан на попечение своего дяди иеродиакона Феофилакта из Монастыря Фрумоаза, который в 1831 году направил его в монастырь святителя Спиридона Тримифунтского в Яссах, где он изучал чтение, письмо, типикон и церковное пение.
В 1834 году, когда иеродиакон Феофилакт был поставлен настоятелем монастыря во имя пророка Самуила в Фокшани, он взял с собой племянника. В начале 1835 года иеродиакон Феофилакт стал экклисиархом Бузэуской епископии. 23 января того же года в кафедральном соборе в Бузэу Иоанн был пострижен в монашество и на следующий день рукоположен во диакона епископом Бузэуским Кесарием (Кэпэцынэ). В 1836 году поступил учиться в недавно открытой Бузэуской духовной семинарии, которую окончил в 1840 году и в том же году поступил в коллегию святого Саввы в Бухаресте, которую окончил в 1847 году.
В 1849 году назначен настоятелем в Монастыре Шербэнешти-Морунглав (ныне жудец Вылча). 29 августа 1850 года рукоположен во иерея в Бухаресте. 30 ноября 1852 года возведён в сан протосинкелла епископом Рымникским Каллиником. В октябре 1857 года назначен настоятелем Монастыря Гэйсени (ныне жудец Джурджу). В 1861 году возведён в сан архимандрита. В 1863 году становится «куратором» (настоятелем) Монастыря Сэриндар в Бухаресте.
В 1864—1866 годах был преподавателем Закона Божия в гимназии Георге Лазэра в Бухаресте и в 1866—1873 годах — в лицее Матея Басараба в Бухаресте. В 1870—1871 годах — директор Центральной духовной семинарии в Бухаресте.
23 апреля 1872 года хиротонисан во епископа Мирликийского. 18 января 1873 года выбран епископом Арджешским.
10 июня 1875 года был избран архиепископом Ясский и митрополитом Молдавским, 6 июля в старом митрополичьем соборе во имя святого Георгия Чудотворца в Яссах состоялась его интронизация.
Во время войны за независимость 1877—1878 годов митрополит Иосиф обратился к настоятелям и настоятельницам монастырей с просьбой о посылке монашествующих во фронтовые госпитали и медицинские части. Одновременно разослал циркуляры благочинным и игуменам о проведении в митрополии сбора средств для армии; выступал с патриотическими проповедями, оказывал личную помощь.
После окончания войны митрополит Иосиф добился от румынского правительства выделения денежных средств для строительства кафедрального собора во имя Сретения Господня в Яссах. Строительство собора инициировал ещё митрополит Вениамин (Костаки), причём молодой Иоанн Наниеску был в 1833 году свидетелем торжественного заложения краеугольного камня. Оставаясь незавершенным, постройка пострадала с течением времени разрушалась. Предприняв необходимые шаги для возобновления работы, митрополит Иосиф повторно заложил камень в фундамент 15 апреля 1881 года, возобновив таким образом строительные работы таким образом. В декабре 1886 года из Монастыря Слатина в собор были перенесены останки митрополита Молдавского Вениамина (Костаки), а 23 апреля 1887 года состоялось торжественное освящение собора 12 архиереями, многочисленными священниками и диаконами в присутствии короля Кароля I и его супруги Елизаветы, других официальных лиц и десятков тысяч верующих. В 1889 году в соборе были положены мощи святой Параскевы, которые до этого хранились в Монастыря трёх святителей в Яссах. В дальнейшем всячески заботился о своём детище: старался привлекать для собора лучших проповедников и певцов, по просьбе регента соборного хора, композитора Гавриила Мусическу, дозволил и поддержал принятие женщин в хоре; старался ежедневно участвовать в богослужениях, проводимых в соборе.
В 1893 году митрополит Иосиф при поддержке государства приобрел в Яссах дворец бывшего господаря Михаил Стурдзы, переоборудовал здание и разместил в нём духовную семинарию имени Вениамина Костаки, ранее располагавшуюся в Монастыре Сокола. Материально поддерживал на свои средства десятки учащихся, среди которых был Николае Мунтяну, будущий патриарх Румынский Никодим. Учителя и ученики пользовались особым вниманием иерарха. В 1885 году для защиты православной веры основал в Яссах Румынскую православную ассоциацию (Asociaţie Ortodoxe Române), став её почётным председателем.
Интересовался как румынской так и иностранной литературой, собирая произведения различной тематики. С 23 марта 1883 года по 18 января 1887 года под руководством и за счет митрополита Иосифа в Яссах издавался журнал «Revista Teologică» (Богословский журнал), редакторами которого были профессора Константин Эрбичану и Драгомир Деметреску. Журнал имел высокий научный статус и миссионерский характер. Издал несколько своих небольших работ, а также труд священника Гавриила «Жизнь и деятельность Его Святейшества отца нашего Нифонта, Патриарха Цареградского». 16 апреля 1888 году был выбран почетным членом Румынской академии. Передал академии свою библиотеку (свыше 10 тысяч книг и брошюр, свыше 300 книг старой печати, румынских, греческие и славянские древние рукописи, различные документы).
Под патронатом митрополита Иосифа французский архитектор Андре Леконт де Нуи реставрировал в городе Яссы церкви Трёх Святителей и Господарскую церковь святителя Николая Чудотворца. Были также проведены реставрация многих приходских церквей и консервация храмов, бывших историческими памятниками. Митрополит Иосиф, который сам был церковным певчим, первым среди иерархов Румынской Церкви разрешил женщинам петь в церковном хоре и благословил организацию хоров в приходских церквах. Для этой цели он основал в 1892 году в Яссах школу церковных певчих.
Скончался 26 января 1902 года в Яссах. Похоронен у стен кафедрального собора в Яссах.